# Escape de Sobibor
Escape de Sobibor (Escape from Sobibor) es una película británica para TV, de 1987, del género drama, dirigida por Jack Gold y con Alan Arkin y Rutger Hauer en los papeles. 
El guion está basado en el libro de Richard Rashke, basado en hechos históricos de la Segunda Guerra Mundial, que narra el escape masivo del campo de exterminio de Sobibor en 1943.

## Argumento
El 23 de septiembre de 1943 un furgón conduce al interior del Campo de exterminio de Sobibor a un grupo de soldados soviéticos capturados para trabajos forzados, entre los cuales viene un oficial ruso llamado Aleksandr Pecherski alias Sasha (Rutger Hauer). La llegada coincide con la planificación en secreto de una fuga de prisioneros judíos liderado por Leon Feldhendler (Alan Arkin) y un grupo selecto de ellos para escapar de un seguro exterminio por gaseamiento. La llegada de los primeros soviéticos viene a alterar el plan, ya que la fuga estaba planificada para unos cuantos de los 600 prisioneros del campo I; pero Sasha la amplifica a todos los prisioneros, después de que averigüe el infame cometido de las instalaciones liderado por el cruel sargento de las SS, Gustav Wagner (Hartmut Becker) y el capitán Franz Reichleitner (Eric P. Caspar).
Mientras se planifica el escape, la prisionera polaca Luka (Joanna Pacula) se enamora de Sasha colocando el toque romántico a la dura realidad de los prisioneros. Una evasión independiente del plan de 13 prisioneros fracasa y son capturados, lo que desemboca en la ejecución de 26 de ellos por ametrallamiento, lo que no hace más que acelerar la planificación de la fuga que incluye el asesinato de la mayoría de los dirigentes de las SS, que se encontraban en dicho lugar, además de los guardias ucranianos. La fuga comienza en la mañana del 14 de octubre de 1943 de donde no todos saldrán con vida, debido a diferentes circunstancias.

## Reparto
| Actor                | Personaje                              |
| -------------------- | -------------------------------------- |
| Alan Arkin           | León Feldhendler.                      |
| Joanna Pacula        | Luka / Gertrud Poppert–Schönborn       |
| Rutger Hauer         | Teniente Alexander Sasha Perchesky     |
| Hartmut Becker       | SS-Hauptscharführer Gustav Wagner      |
| Eric P. Caspar       | Capitán Franz Reichleitner             |
| Emil Wolke           | Samuel                                 |
| Simon Gregor         | Shlomo                                 |
| Jack Shepherd        | Itzhak                                 |
| Linal Haft           | Capo Porchek                           |
| Jason Norman         | Thomas 'Toivi' Blatt                   |
| Robert Gwilym        | Chaim Engel                            |
| Eli Nathenson        | Moses Szmajzner                        |
| Ellis Van Maarseveen | Selma                                  |
| Kurt Raab            | SS-Oberscharführer Karl Frenzel        |
| Eric Caspar          | SS-Hauptsturmführer Franz Reichleitner |
| Hugo Bower           | SS-Oberscharführer Rudolf Beckmann     |
| Klaus Grünberg       | SS-Oberscharführer Erich Bauer         |
| Wolfgang Bathke      | SS-Unterscharführer Hurst              |
| Henning Gissel       | SS-Scharführer Fallaster               |

## Premios
Rutger Hauer ganó un premio Globo de Oro al mejor actor.